# Rytec
Rytec, Ryteć (biał. Рыцец, Ryciec ros. Рытец, Rytiec) – niewielka wieś na Białorusi, w sielsowiecie Tomaszówka (na jego południowych krańcach), w rejonie brzeskim obwodu brzeskiego, położona tuż przy granicy z Ukrainą na wprost miejscowości Koszary. Wioska leży wśród poleskich lasów, w dolinie Bugu, nieco powyżej polskiej miejscowości Sobibór. 
W pobliżu wsi przepływa Kanał Mościckiego łączący jezioro Ryteć z Bugiem.
W XIX w. był to chutor przy Orchowie w powiecie brzeskim guberni grodzieńskiej. 
W okresie międzywojennym miejscowość należała do gminy Przyborowo, a następnie do gminy Domaczewo w powiecie brzeskim województwa poleskiego.
Po II wojnie światowej w granicach ZSRR i od 1991 r. w niepodległej Białorusi.